# Logroño (canton)
Logroño est un canton d'Équateur situé dans la province de Morona-Santiago.